# サタデー・サンデー ジャイアンツプライド
サタデー・サンデー ジャイアンツプライドは、アール・エフ・ラジオ日本で2006年度下半期（10月-3月）放送の読売ジャイアンツを題材にしたラジオ番組である。
- 同番組はラジオ日本ジャイアンツナイターのシーズンオフバージョンとして、毎週土・日曜18時から19時30分の90分間に渡りジャイアンツの話題や選手へのインタビュー、また2006年度シーズン回顧などを展開する。特にジャイアンツの選手が出演する場合はポッドキャスティング放送が行われる。

- 土曜日のサタデージャイアンツプライドはパーソナリティーがラジオ日本アナウンサーの内藤博之、アシスタントがフリーアナウンサーの芦川愛子（元・茨城放送アナウンサー）。
- 日曜日のサンデージャイアンツプライドは元・読売ジャイアンツ投手で現在は野球解説者の水野雄仁と、ラジオ日本の小林幸明アナがパーソナリティーを勤め、自らの冠タイトル「水野雄仁 サンデージャイアンツプライド」として放送される。

## 放送開始日
- サタデーは2006年10月14日、サンデーは同15日から放送開始

## ネット局
- 岐阜放送（AM岐阜ラジオ）
  - ナイターオフでもジャイアンツ応援番組はネットで放送する。
- ラジオ関西では、土曜日は中村よおのトオリヌケ・ストリート、日曜日は長野すけなりの政界キーパーソンに聞く!!を放送しているため放送は無い。